# Пеллегрини, Матиас
Матиас Пеллегрини (исп. Matías Pellegrini; род. 11 марта 2000, Магдалена, провинция Буэнос-Айрес) — аргентинский футболист, полузащитник.

## Клубная карьера
Пеллегрини начал карьеру в команде своего родного города «Магдалена», после чего стал игроком футбольной академии «Эстудиантес». В сезоне 2018/19 был включён в основной состав команды. Свой первый профессиональный матч за «Эстудиантес» провёл 24 июля 2018 года в матче Кубка Аргентины против клуба «Сентраль Кордова». Впоследствии сыграл в Кубке Либертадорес против «Гремио» и в высшем дивизионе чемпионата Аргентины против клуба «Годой-Крус». Свой первый гол за «Эстудиантес» Матиас забил 20 августа 2018 года в матче Примеры против «Бока Хуниорс».
26 июля 2019 года Пеллегрини перешёл в американский клуб «Интер Майами», став одним из двух первых игроков новой франшизы MLS, начинающей выступления в 2020 году. До января 2020 года остался в «Эстудиантесе» в аренде. 1 марта 2020 года участвовал в дебютном матче «Интер Майами» в MLS, против «Лос-Анджелеса». 7 октября 2020 года в матче против «Нью-Йорк Ред Буллз» забил свой первый гол в MLS. 16 апреля 2021 года «Интер Майами» выкупил контракт у Пеллегрини, чтобы соответствовать требованиям состава MLS, и отправил его в «Форт-Лодердейл», свой фарм-клуб в Лиге один ЮСЛ. 2 августа 2021 года Пеллегрини был отдан в аренду «Эстудиантесу» до конца июня 2022 года.
19 августа 2022 года Пеллегрини был выбран клубом «Нью-Йорк Сити» из списка отказов на оставшуюся часть сезона MLS 2022. За «Нью-Йорк Сити» дебютировал 30 августа 2022 года в матче против «Ди Си Юнайтед», выйдя на замену во втором тайме. По окончании сезона 2022 «Нью-Йорк Сити» отклонил опцию продления контракта с Пеллегрини, но 22 декабря 2022 года клуб вновь выбрал его из списка отказов. 1 июля 2023 года в матче против «Клёб де Фут Монреаль» он забил свой первый гол за «Нью-Йорк Сити». По окончании сезона 2023 «Нью-Йорк Сити» отклонил опцию продления контракта Пеллегрини.

## Карьера в сборной
Вызывался в сборные Аргентины до 17 и до 20 лет.